# Frente Nacional de Libertação de Uganda
Frente Nacional de Libertação de Uganda (FNLU, em inglês:  Uganda National Liberation Front) foi uma organização política de Uganda, formada por ugandeses exilados que se opunham ao governo de Idi Amin. Seu braço militar foi o Exército de Libertação Nacional de Uganda (UNLA).
Em 11 de abril de 1979, juntamente com as forças da Tanzânia, seu braço militar Exército Nacional de Libertação do Uganda conseguiu derrubar o ditador Idi Amin Dada na Guerra Uganda-Tanzânia.

## Histórico
A Frente Nacional de Libertação de Uganda foi formada como resultado de uma reunião de exilados ugandenses de 24 a 26 de março de 1979 na cidade de Moshi, no norte da Tanzânia. Na reunião, conhecida como Conferência de Moshi, 28 grupos foram representados. Entre os grupos que se uniram para formar o Exército Nacional de Libertação do Uganda incluíram Kikosi Maalum, liderado por Milton Obote (com Tito Okello e David Oyite Ojok como comandantes); FRONASA liderada por Yoweri Museveni; Movimento Salve Uganda liderado por Akena P 'Ojok, William Omaria e Ateker Ejalu; e União da Liberdade de Uganda com Godfrey Binaisa, Andrew Kayiira e Olara Otunnu em posições de liderança.[carece de fontes?]
Após a derrubada de Amin em 11 de abril de 1979, um novo governo foi formado sob a liderança da Frente Nacional de Libertação de Uganda, com Yusuf Lule ocupando o cargo de presidente de Uganda e Akena P 'Ojok ocupando o posto de vice-presidente da Uganda, e com o Exército de Libertação Nacional de Uganda se tornando o novo exército nacional. [carece de fontes?]
A liderança da Frente Nacional de Libertação de Uganda era instável, estando dividida em “militaristas” e “democratas”. O Partido Democrata, o Movimento Salve Uganda, a União da Liberdade de Uganda e alguns outros formavam o bloco considerado democrata, enquanto a FRONASA de Yoweri Museveni e o Congresso Popular de Uganda, o qual Kikosi Maalum do General Tito Okello e David Oyite Ojok estavam ligados, constituíram os militaristas.
Conflitos internos que levariam à deposição de Yusuf Lule em junho de 1979. Seu substituto, Godfrey Binaisa, governou por menos de doze meses antes de ser colocado em prisão domiciliar em maio de 1980, após um golpe efetivo de Paulo Muwanga. Uma Comissão Presidencial foi instalada com eleições marcadas para dezembro de 1980. Após a vitória do Congresso do Povo de Uganda, liderado pelo ex-presidente Milton Obote, ser amplamente contestada, muitos dos membros fundadores da Frente Nacional de Libertação de Uganda passariam a lutar contra o Exército de Libertação Nacional de Uganda agora controlado pelo Congresso do Povo de Uganda. Este foi derrotado em 25 de janeiro de 1986 pelos guerrilheiros do Exército de Resistência Nacional, liderado por Yoweri Museveni, ex-membro do conselho executivo e ministro do governo da Frente Nacional de Libertação do Uganda.